# Campionati del mondo di corsa in montagna 2011
I Campionati del mondo di corsa in montagna 2011 si sono disputati a Tirana, in Albania, l`11 settembre 2005 sotto il nome di "World Mountain Running Championships". Il titolo maschile è stato vinto da Max King, quello femminile da Kasie Enman. I mondiali di corsa in montagna sono, a partire dal 2009 compreso, una competizione riconosciuta ufficialmente dalla International Association of Athletics Federations (IAAF).

## Uomini Seniores
Individuale
| Pos.    | Atleta            | Nazione     | Tempo  |
| ------- | ----------------- | ----------- | ------ |
| Oro     | Max King          | Stati Uniti | 52'06" |
| Argento | Ahmet Arslan      | Turchia     | 52'41" |
| Bronzo  | Martin Dematteis  | Italia      | 52'57" |
| 4       | Bernard Dematteis | Italia      | 54'16" |
| 5       | Marco De Gasperi  | Italia      | 54'33" |
| 6       | Didier Zago       | Francia     | 54'50" |
| 7       | Inout Zinca       | Romania     | 54'52" |
| 8       | James Kibet       | Uganda      | 55'09" |
| 9       | Adam Kovacs       | Ungheria    | 55'22" |
| 10      | Julien Rancon     | Francia     | 55'30" |

Squadre
| Pos.    | Squadra | Punti |
| ------- | ------- | ----- |
| Oro     | Italia  | 26    |
| Argento | Turchia | 65    |
| Bronzo  | Francia | 77    |

## Uomini Juniores
Individuale
| Pos.    | Atleta                   | Nazione  | Tempo  |
| ------- | ------------------------ | -------- | ------ |
| Oro     | Adem Karagoz             | Turchia  | 37'01" |
| Argento | Saul Padua Rodriguez     | Colombia | 37'40" |
| Bronzo  | Murat Orak               | Turchia  | 38'05" |
| 4       | Cosim Gabriel Caldaroiu  | Romania  | 38'18" |
| 5       | Cesare Maestri           | Italia   | 38'22" |
| 6       | Bartlomiej Przedwojewski | Polonia  | 38'34" |
| 7       | Tomasz Grycko            | Polonia  | 38'43" |
| 8       | Sonmez Dag               | Turchia  | 39'01" |
| 9       | Rafal Matuszczak         | Polonia  | 39'01" |
| 10      | Szabolocs Gyorgy         | Romania  | 39'03" |

Squadre
| Pos.    | Squadra | Punti |
| ------- | ------- | ----- |
| Oro     | Turchia | 12    |
| Argento | Polonia | 22    |
| Bronzo  | Italia  | 32    |

## Donne Seniores
Individuale
| Pos.    | Atleta                  | Nazione     | Tempo  |
| ------- | ----------------------- | ----------- | ------ |
| Oro     | Kasie Enman             | Stati Uniti | 39'40" |
| Argento | Elena Rukhlyada         | Russia      | 41'42" |
| Bronzo  | Marie-L. Dumergues      | Francia     | 41'59" |
| 4       | Pavla Schorna Matyasova | Rep. Ceca   | 42'39" |
| 5       | Lizzie Adams            | Regno Unito | 42'47" |
| 6       | Meteja Kosovelj         | Slovenia    | 42'56" |
| 7       | Ornella Ferrara         | Italia      | 43'21" |
| 8       | Antonella Confortola    | Italia      | 43'38" |
| 9       | Alice Gaggi             | Italia      | 43'46" |
| 10      | Emma Clayton            | Regno Unito | 44'10" |

Squadre
| Pos.    | Squadra     | Punti |
| ------- | ----------- | ----- |
| Oro     | Italia      | 24    |
| Argento | Rep. Ceca   | 30    |
| Bronzo  | Regno Unito | 31    |

## Donne Juniores
Individuale
| Pos.    | Atleta             | Nazione   | Tempo  |
| ------- | ------------------ | --------- | ------ |
| Oro     | Lea Einfalt        | Slovenia  | 20'23" |
| Argento | Cesminaz Yilmaz    | Turchia   | 20'36" |
| Bronzo  | Denisa Dragomir    | Romania   | 20'44" |
| 4       | Sevilay Eytemiz    | Turchia   | 21'13" |
| 5       | Yasemin Can        | Turchia   | 22'32" |
| 6       | Laura Rose Donegan | Australia | 22'45" |
| 7       | Faina Ovsyannikova | Russia    | 22'45" |
| 8       | Ioana Alina Dan    | Romania   | 22'48" |
| 9       | Marinela Nineva    | Bulgaria  | 22'49" |
| 10      | Annabelle Wilson   | Australia | 22'53" |

Squadre
| Pos.    | Squadra  | Punti |
| ------- | -------- | ----- |
| Oro     | Turchia  | 6     |
| Argento | Romania  | 11    |
| Bronzo  | Slovenia | 14    |

## Medagliere
| Posizione | Paese       | Oro | Argento | Bronzo | Totale |
| --------- | ----------- | --- | ------- | ------ | ------ |
| 1         | Turchia     | 3   | 3       | 1      | 7      |
| 2         | Italia      | 2   | 0       | 2      | 4      |
| 3         | Stati Uniti | 2   | 0       | 0      | 2      |
| 4         | Slovenia    | 1   | 0       | 1      | 2      |
| 5         | Romania     | 0   | 1       | 1      | 2      |
| 6         | Russia      | 0   | 1       | 0      | 1      |
| 6         | Polonia     | 0   | 1       | 0      | 1      |
| 6         | Rep. Ceca   | 0   | 1       | 0      | 1      |
| 6         | Colombia    | 0   | 1       | 0      | 1      |
| 10        | Francia     | 0   | 0       | 2      | 2      |
| 11        | Regno Unito | 0   | 0       | 1      | 1      |